# マンデー・ナイト
『マンデー・ナイト』（Monday Night）は、サド・ジョーンズ / メル・ルイス・ジャズ・オーケストラのアルバムである。

## 収録曲
1. モーニン・レヴェレンド - "Mornin' Reverend"
2. キッズ・アー・プリティー・ピープル - "Kids Are Pretty People"
3. セント・ルイス・ブルース - "St. Louis Blues"
4. ザ・ワルツ・ユー・'スワング'・フォー・ミー - "The Waltz You 'Swang' for Me"
5. セイ・イット・ソフトリー - "Say It Softly"
6. ザ・セカンド・レース - "The Second Race"

## 演奏メンバー
- サド・ジョーンズ - フリューゲルホルン
- メル・ルイス - ドラム
- ローランド・ハナ (Roland Hanna) - ピアノ
- リチャード・デイヴィス (Richard Davis) - ベース
- ジェローム・リチャードソン (Jerome Richardson) - アルトサックス、ソプラノサックス
- ジェリー・ダジォン (Jerry Dodgion) - アルトサックス
- セルダン・パウエル (Seldon Powell) - テナーサックス
- エディ・ダニエルズ (Eddie Daniels) - テナーサックス
- ペッパー・アダムス (Pepper Adams) - バリトンサックス
- リチャード・ウィリアムズ (Richard Williams) - トランペット
- スヌーキー・ヤング (Snooky Young) - トランペット
- ダニー・ムーア (Danny Moore) - トランペット
- ジミー・ノッティンガム (Jimmy Nottingham) - トランペット
- ジミー・ネッパー (Jimmy Knepper) - トロンボーン
- ガーネット・ブラウン (Garnett Brown) - トロンボーン
- ジミー・クリーヴランド (Jimmy Cleveland) - トロンボーン
- クリフ・ヘザー (Cliff Heather) - トロンボーン